# Now! (Album)
Now! (Eigenschreibweise NOW!) ist ein Jazzalbum des Marek Pospieszalski Octet und Zoh Amba. Die im November 2023 in den Emil Berliner Studios in Berlin entstandenen Aufnahmen erschienen 2024 auf dem Label Instant Classic.

## Hintergrund
Während Marek Pospieszalski sich in seinen jüngsten Veröffentlichungen als Bandleader mit der Musik polnischer Komponisten des 20. Jahrhunderts beschäftigte, markiere das Album NOW! eine Rückkehr zu einem ausgesprochen modernen Sound, der verschiedene Jazzrichtungen vereint, die gleichermaßen dem Minimalismus, der zeitgenössischen Klassik und der Tradition der freien Form verpflichtet sind, meinte Antonio Poscic. Im Oktett des Holzbläsers spielen der Saxophonist Piotr Chęcki, der Pianist Grzegorz Tarwid, der Kontrabassist Max Mucha, der Bratschist Tomasz Sroczyński, der Gitarrist Szymon Mika und der Schlagzeuger Qba Janicki.

## Titelliste
- Marek Pospieszalski Octet & Zoh Amba: NOW! (Instant Classic)

1. NOW! 14:28
2. Bios 7:05
3. Anthropocene 7:23
4. Reborn 6:37
5. Never Again, Again and Again 7:28
6. Community 5:33

## Rezeption
Wenn die drei Saxophonisten zu einer erhabenen Harmonie verschmelzen, würde die Stimmung an die erhebende Bigband-Jazz-Euphorie erinnern, die von Bands wie dem Shibusashirazu Orchestra oder Charlie Hadens Liberation Music Orchestra heraufbeschworen wurde, schrieb Antonio Poscic in The Quietus. Innerhalb dieser Klanglandschaft behalte Ambas Ton eine besondere Qualität, gleichzeitig rau und fließend. Anstatt zu versuchen, sich nur einfach sich selbst zu finden, scheine sie in ihren musikalischen Erkundungen alles in sich aufzunehmen und nicht bereit zu sein, sich nur einem Stil zu unterwerfen. Mit Pospieszalskis Band würde Ambas Sound erneut mutieren und von anhaltenden Linien, die nachklingen, zu Texturen und stotternden, aber melodischen Grunzlauten wechseln, die an die Alben erinnern, die sie unter eigenem Namen veröffentlicht hat (O, Sun und Bhakti). Obwohl Pospieszalski mit einer ziemlich großen Gruppe zusammenarbeitet, seien sein kompositorisches Gespür und seine Führungsqualitäten ausgeprägt. Er würde zurückhaltende und luftige Formen bevorzugen, die Amba und dem Rest seiner Instrumentalisten genug Raum zum freien Atmen lassen.
„Hier haben wir die Musiksprache der 1960er Jahre – starke Gesten der Improvisation und Tonbandmanipulation, versüßt mit Themen aus der Feder von Pospieszalski“, hieß es in Polityka. Der rohe Sound von Amba, dessen Vorbild der Free-Jazz-Pionier Albert Ayler zu sein scheint, würde perfekt mit den Suchen des polnischen Leaders kombiniert, der von der polnischen experimentellen Musik derselben Ära fasziniert war. Die Aufnahme in den deutschen Emil Berliner Studios unterstreiche nur die Zeitlosigkeit des Albums, bei dem Amba – was in ihrem Fall selten sei – Teil eines mächtigen Kollektivs und nicht eine separate, dominante Stimme wurde.